# Сорные курицы
Сорные курицы (лат. Talegalla) — род птиц из семейства большеногов (Megapodiidae). Впервые описан Рене Примевэром Лессоном в 1828 году. В состав рода включают три вида:
- Talegalla cuvieri Lesson, 1828 — Красноклювый большеног
- Talegalla fuscirostris Salvadori, 1877 — Черноклювый большеног
- Talegalla jobiensis Meyer, 1874 — Ошейниковый большеног

Название Talegalla является сочетанием фр. Talève — «султанка» и лат. Gallus — «петух». Лессон писал, что он дал такое название, чтобы намекнуть на необычный внешний вид красноклювого большенога, который несколько напоминает султанку, но размером с цыпленка.